# Паван, Пьетро
Пьетро Паван (итал. Pietro Pavan; 30 августа 1903, Тревизо, королевство Италия — 26 декабря 1994, Рим, Италия) — итальянский кардинал, крупный католический богослов, не имевший епископской ординации. Кардинал-дьякон с титулярной диаконией Сан-Франческо-ди-Паола-аи-Монти с 25 мая 1985.